# Phare de la rivière Détroit

Le phare de la rivière Détroit (en anglais : Detroit River Light), est un phare du lac Érié situé à l'embouchure de la rivière Détroit dans le Comté de Monroe, Michigan. 
Ce phare est inscrit au Registre national des lieux historiques depuis le 8 avril 1983 sous le n° 83000886  et au Michigan State Historic Preservation Office.

## Historique
Le phare caisson de la rivière Detroit, également connu sous le nom de phare de Bar Point Shoal, a été construit en 1885. Il a remplacé un bateau-phare canadien qui avait été posté à cet endroit du chenal depuis 1875, guidant les navires remontant faisant un virage dans la rivière Détroit.
L'United States Lighthouse Board a achevé le feu de la rivière Détroit en 1885 au coût de 78.000 $ et la lumière a été allumée le 20 août 1885. 
Le berceau préfabriqué a été transporté du site d'Amherstburg, en Ontario. Il a été construit en béton et entouré d'une jetée en granit. La jetée du phare est en forme de navire. Son extrémité pointue est dirigée vers l'embouchure de la rivière pour briser les glaces flottantes alimentées par la rivière. Il a été construit pour être un phare habité. Les gardes-côtes affectés à cette station proche, mais étrangement isolée, l'appelaient " The Rock ". La lumière est maintenant automatisée depuis 1979.
Avec la prohibition, le phare a servi de point de rendez-vous aux bootleggers. La ville voisine de Windsor était un point remarquable pour la distillation du whisky canadien, dont une grande partie a été exportée aux États-Unis.

### Statut actuel
En décembre 1997, le cargo de 194 m, le M/V Buffalo, a frappé sévèrement la station alors qu'il naviguait en direction du lac Érié. La station a subi des dommages minimes aux fondations rocheuses et en pierre. Le cargo a été endommagé avec une entaille de 7,6 m. 
La lentille a été changée plusieurs fois, ce qui a modifié le signal caractéristique généré par la lumière pour les bateaux et les navires qui passent. La station contient un signal de brouillard, similaire à Harbour Beach(également construit en 1885). La station est une aide active à la navigation, fermée aux visiteurs et visible uniquement depuis un bateau.
Depuis 2015, le phare était achetable en vertu de la National Historic Lighthouse Preservation Act (en) de 2000. Il a été vendu en juillet 2017 à un propriétaire privé.

## Description
Le phare  est une tour cylindrique en fonte, avec galerie et lanterne, de 15 m de haut, attachée à une maison de gardien. La moitié supérieure du phare est peinte en noir, la moitié inférieure en blanc; le toit du bâtiment des signaux de brume est rouge
Il émet, à une hauteur focale de 17 m, deux flashs blancs d'une seconde espacés d'une seconde, par période de 6 secondes. Sa portée est de 10 milles nautiques (environ 19 km). Il est équipé d'une corne de brume émettant un souffle de trois secondes par période de 30 secondes. il est aussi équipé d'un radar Racon émettant en morse la lettre X..

## Caractéristiques dufeu maritime
Fréquence : 6 secondes (W-W)
- Lumière : 1 seconde
- Obscurité : 1 seconde
- Lumière : 1 seconde
- Obscurité : 3 secondes

Identifiant  : ARLHS : USA-227 ; USCG :  7-6885 ; CCG : 636 .

### Lien connexe
- Liste des phares au Michigan